# (2007) McCuskey
(2007) McCuskey es un asteroide que forma parte del cinturón de asteroides y fue descubierto el 22 de septiembre de 1963 por el equipo del Indiana Asteroid Program desde el Observatorio Goethe Link de Brooklyn, Estados Unidos.

## Designación y nombre
McCuskey se designó inicialmente como 1963 SQ.
Más tarde, en 1982, fue nombrado en honor del astrónomo estadounidense Sidney Wilcox McCuskey (1907-1979).

## Características orbitales
McCuskey está situado a una distancia media del Sol de 2,384 ua, pudiendo acercarse hasta 2,11 ua y alejarse hasta 2,658 ua. Su excentricidad es 0,1149 y la inclinación orbital 3,042 grados. Emplea 1345 días en completar una órbita alrededor del Sol.

## Características físicas
La magnitud absoluta de McCuskey es 12. Tiene un diámetro de 21,88 km y un periodo de rotación de 8,611 horas. Su albedo se estima en 0,0703.